# Lichte wilgenzandbij
De lichte wilgenzandbij (Andrena mitis) is een vliesvleugelig insect uit de familie Andrenidae. De wetenschappelijke naam van de soort is voor het eerst geldig gepubliceerd in 1883 door Schmiedeknecht.